# Krzysztof Bąkowski
Krzysztof Bąkowski (* 28. November 1961 in Warschau) ist ein polnischer Geiger.
Der Sohn des Konzertmeisters des Orkiestra Symfoniczna Filharmonii Narodowej, Zenon Bąkowski, studierte bis 1983 an der Musikakademie in Warschau und von 1984 bis 1986 an der Indiana University Bloomington Geige bei Tadeusz Wroński und Josef Gingold sowie Kammermusik, zeitgenössische Musik und Dirigieren. 1990 gewann er den Ersten Preis im Tadeusz-Wroński-Violinwettbewerb in Warschau.
Seit seiner Uraufführung von Hanna Kulentys Martwa natura ze skrzypcami 1985 gilt er als Spezialist für die Interpretation zeitgenössischer Musik. Neben Uraufführungen von Kompositionen Tadeusz Wieleckis, Jerzy Kornowiczs, Zygmunt Krauzes, Aleksander Lasońs, Paweł Szymańskis, Andrzej Dziadeks, Andrzej Dutkiewiczs und Henryk Mikołaj Góreckis spielte er Werke von Arvo Pärt, Conlon Nancarrow, Michael Finnissy und Arne Nordheim in polnischer Erstaufführung.
Bąkowski nahm an Festivals Neuer Musik in Warschau (Warschauer Herbst), Breslau, Krakau, Duszniki, Katowice, Łańcut, Posen, Danzig, Louisville, Rotterdam, Lerchen, Odense, Minsk, Puebla, Arnheim, Apeldoorn und Berlin teil und trat mit großen polnischen Orchestern unter der Leitung von Dirigenten wie Antoni Wit, Jerzy Maksymiuk und Jacek Kaspszyk auf. Er spielte mehr als 50 Rundfunkaufzeichnungen, darunter die Violinkonzerte von Roman Palester und Grażyna Bacewicz, ein und nahm u. a. Hanna Kulentas Violinkonzert und Witold Lutosławskis Komposition Łańcuch II für Violine und Orchester auf CD auf. Für das Album Rzeczpospolita wurde er 1996 mit dem Diapason d’or ausgezeichnet. Das Concerto festivo von Aleksander Lasoń und das Koncerto à rebours von Tadeusz Wielecki spielte er bei der Tribune internationale des compositeurs der UNESCO in Paris 1997 bzw. 1999. Bąkowski ist Konzertmeister der Warschauer Nationalphilharmonie und Professor an der Fryderyk-Chopin-Universität für Musik.